# La segunda vida de Bree Tanner
La segunda vida de Bree Tanner (título original: The Short Second Life of Bree Tanner) es una novela breve de la saga Crepúsculo derivada del tercer libro, Eclipse, escrita por Stephenie Meyer. El libro fue publicado por Little, Brown and Company en 2010.
La novela es narrada en primera persona por su protagonista Bree Tanner, una vampira neófita con una aparición secundaria en Eclipse. El libro relata la preparación y viaje del grupo de vampiros neófitos organizado por Victoria para acechar a Bella Swan, protegida por la poderosa familia Cullen.

## Lanzamiento
Según Stephenie Meyer, ella comenzó a escribir la historia mientras estaba editando Eclipse. 

"Esta novela ha sido para mí una sorpresa tan grande como para todo el mundo. Cuando comencé a trabajar en ella, mi idea era hacer un simple ejercicio que me ayudara a examinar el otro lado de Eclipse, que se estaba editando en ese momento. Mientras escribía esta pequeña historia, se me ocurrió que podría incluirla en mi web como regalo para todos los fanáticos. Después, una vez que empecé a trabajar en La Saga Crepúsculo: La Guía Oficial de los Fanáticos, pensé que este libro sería un buen material. Finalmente, la historia del nuevo vampiro se hizo demasiado extensa, convirtiéndose así en una novela."br>
Stephenie Meyer

La segunda vida de Bree Tanner fue lanzado a la venta el 5 de junio de 2010 y tuvo una tirada inicial de 1,5 millones de copias. Por cada libro vendido, un dólar sería donado a la Cruz Roja americana para apoyar la de ayuda en Haití y Chile.

### Película
En la película Eclipse, Bree Tanner es personificada por Jodelle Ferland.

## Argumento
La historia da inicio con una escena en la que Bree se encuentra de caza en Seattle, en compañía de Kevin y otro vampiro. Poco después llega Diego, la supuesta mano derecha de Riley, y Bree se va con él a cazar a otro lugar. Bree lleva siendo una vampira tres meses, y Diego, once. Juntos se alimentan y matan a un proxeneta, dos prostitutas y dos personas sin hogar. Bree y Diego hablan sobre "ella" (Victoria), a quien nunca vieron a la cara porque sino Alice sabría que ella ha sido incendiada. Se esconden en una cueva y hablan de sus vidas humanas, y de cómo Riley llegó a ofrecerles una segunda vida como vampiros. Juntos deducen que Riley los está usando como peones para la protección y que podría estar mintiéndoles. También descubren que la luz solar no mata a un vampiro, como les aseguró Riley, pero sí hace que su piel brille. Bree y Diego se hacen amigos y deciden formar un "club" para pasar el día en busca de Riley. Descubren que Riley se había trasladado a una cabaña de troncos y Diego forma pelea con Raoul, un arrogante neófito. Esa noche, Bree y Diego siguen a Riley y descubren con sorpresa que él se reúne con "ella". Escuchan atentamente la conversación de Riley con Victoria. Finalmente, los Vulturis aparecen, amenazando con castigar a Victoria por crear un ejército de vampiros, pero dispuestos a darles la oportunidad de destruir a los Cullen en un plazo de cinco días, a cambio de redimirla de una muerte segura. 
Bree vuelve a la cabaña y decide huir, mientras que Diego se queda para hablar con Riley. Riley regresa a la cabaña solo y le dice a su ejército de vampiros que sus enemigos (Los Cullen) son los más antiguos vampiros de Seattle y que quieren matarlos, y si quieren sobrevivir, tendrán que trabajar juntos y aprender a pelear. Riley le dice a Bree que Diego está haciendo un trabajo de vigilancia con "ella" y volverá a reunirse con ellos en la lucha. Después de tres noches de entrenamiento, Bree y el resto del ejército de vampiros suben a un ferry para beber la sangre de los pasajeros y recuperar sus fuerzas para la batalla contra los vampiros "ancianos". Para motivar a los vampiros, les da el perfume de Bella para cazar, diciéndoles que ella es la protegida de los Cullen. Cuando se dirigen a combatir a los Cullen, Fred decide huir a Vancouver antes de la batalla, pero invita a Bree a irse con él. Bree rechaza la oferta diciendo que va a buscar a Diego y que luego ambos lo alcanzarán allí. 
Bree llega a la batalla para encontrar a los vampiros neófitos siendo asesinados por los Cullen y supone que Diego ya está muerto, ya que no puede verlo ni olerlo por ninguna parte. Deduce que Victoria y Riley lo mataron por ser desobediente la noche en que desapareció. Carlisle y Esme le ofrecen la oportunidad de rendirse y unirse a su clan, asegurándole que no le harán daño. Bree, que no desea luchar, acepta y se queda bajo la vigilancia de Jasper.
Sin embargo, Bree tiene problemas para resistir las ganas de beber la sangre de Bella. Los Vulturis aparecen y Bree es torturada por Jane para obtener información. Ella explica que Riley les ha mentido a ella y a todos los demás. Bree utiliza sus pensamientos para contarle a Edward que los Vulturis habían permitido al ejército atacar a los Cullen y le agradece que haya matado a Victoria. El libro termina cuando los Vulturis deciden matar a Bree, y Edward le dice a Bella que cierre los ojos. Bree piensa que Edward habla con ella, cierra los ojos y, finalmente, muere.

## Personajes

### Bree Tanner
Narradora de la historia: Tenía casi 16 años cuando se convirtió en un vampiro. Bree se introdujo como una neófita de tres meses en Eclipse. El padre de Bree golpeaba a la madre de ésta antes de que los abandonara. Bree se escapó de su casa y vivía en las calles de Seattle cuando Riley la encontró. Ella se moría de hambre, y sobrevivía ya fuera comiendo de lo que encontraba en la basura o bien robando comida. Riley le preguntó: "¿Quieres una hamburguesa, chica?" y luego la llevó a Victoria, quien la convirtió en un vampiro y pasó a formar parte de su ejército de neófitos para acabar con Bella y los Cullen. Un día es obligada a salir de caza con Kevin y otro vampiro y ahí conoce a Diego, la mano derecha de Riley, y se enamora de él. Bree, al igual que otros vampiros recién nacidos, creía en las historias de vampiros urbanos y tenía miedo al sol y a las estacas de madera. Más tarde, cuando Diego le mostró que no era cierto, se sintió aliviada. Bree desconfió siempre de los planes de Riley y trató de averiguar la verdad con Diego. Bree podría haber huido de la lucha e ir con Fred, pero volvió a buscar a Diego. En la batalla, Bree se rinde ante los Cullen porque no quiere luchar. Carlisle ofrece responsabilizarse de ella si no tiene la intención de hacerle daño a alguien. Pero al final, los Vulturi deciden destruirla. Edward le dice a Bree que cierre los ojos, ella los cierra y muere decapitada por Félix, un miembro de la guardia Vulturi.

#### Apariencia
Es descrita como una niña de 15 o 16 años, de cabello negro, largo (hasta la mitad de la espalda), un poco ondulado. Sus ojos, como los de todos los neófitos, son de color rojo rubí. Es inteligente y sabe que no es bueno meterse con otros neófitos a menos que quieras que te arranquen un brazo o a la cabeza. Siempre temerosa, vivió como humana una vida bastante dura.

### Diego
Amigo de Bree, quien finalmente se enamora de ella y se convierte en su "compañero". Tenía 18 años cuando se convirtió en vampiro. Con once meses es el neófito más viejo del ejército de Victoria. Estaba atrapado en un callejón cuando mató al líder de una banda que asesinó a su hermano. Fue rescatado por Riley, quien le ofreció una nueva vida. Diego considera a Riley, además de Bree, uno de sus mejores amigos; confía en Riley, pero duda de sus verdaderos motivos. Diego habla con Riley acerca de las historias de vampiros urbanos quemándose bajo el sol, pues junto a Bree habían comprobado que no era cierto. Se sugiere que Riley y Victoria asesinan lenta y tortuosamente a Diego, lo que indigna a Bree.

#### Apariencia
Tiene el pelo negro y rizado. Es alto, musculoso y tiene los ojos del mismo color que todos los neófitos, rojo. 

### Riley Biers
El líder de los neófitos. Recibe sus órdenes de Victoria, su pareja, a quien complace en todo lo que quiere, sin saber que en realidad lo está usando. Es el responsable de la búsqueda de niños con problemas y de llevarlos a Victoria para que pueda convertirlos en vampiros. Fue asesinado por Edward Cullen y Seth Clearwater

#### Apariencia
Bree lo describe como un estudiante universitario alto y musculoso, que aparenta ser más mayor de lo que realmente es. Sus ojos son de un color rojo muy intenso.

### Fred el Freaky
Amigo de Bree. Fred tiene el poder de repeler a los demás, haciéndolos sentirse enfermos con solo estar cerca de él. Usa esto para mantener otros recién nacidos lejos de él. Debido a esto lo llaman "Fred el Extraño". Bree tiene la costumbre de esconderse detrás de él para mantenerse lejos de la atención de Raoul, Kristie y sus respectivas bandas. Entre todos los vampiros que han decidido luchar, es el único que decide huir. Le pide a Bree reunirse con él pero ella decide ir a buscar a Diego primero

### Raoul
Raoul es uno de los líderes de una pandilla de neófitos, con habilidades que parecen atraer a las personas, aunque solo parece funcionar con los menos astutos. Es muy competitivo y sin duda el más inteligente de su grupo. Él y su pandilla tienen una rivalidad con Kristie y su banda, pero las fuerzas de Riley los obligan a trabajar juntos contra los Cullen.

### Victoria
Victoria da órdenes a Riley para crear un ejército para la batalla contra Bella y el clan Cullen. Victoria finge amor hacia Riley cuando ella realmente amaba a James. Durante la batalla, tanto ella como Riley son destruidos por Edward Cullen, y con ayuda de Seth y Bella Swan. Bree y el resto de los recién nacidos nunca conocieron a Victoria, su creadora. Riley dice a los recién nacidos que deben protegerse a sí mismos y que sus mentes no estaban a salvo, pero no era totalmente cierto.

### Otros personajes
- Kristie
- Sarah
- Kevin
- Jen